# Gruppo di NGC 470
Il Gruppo di NGC 470 è un raggruppamento di oggetti celesti situati nella costellazione dei Pesci e che comprende almeno 17 galassie tra cui: NGC 470, NGC 474, NGC 485, NGC 488, NGC 489, NGC 502, NGC 516, NGC 518, NGC 520, NGC 522, NGC 524, NGC 525 e NGC 532.
A queste vanno aggiunte altre 4 galassie luminose nel dominio dei raggi X:
NGC 509, IC 101, IC 114 e CGCG 411-0458 (PGC 4994), dal momento che esse si trovano nella stessa regione della sfera celeste e a distanze similari a quelle del gruppo in oggetto.
La distanza del centro di massa del gruppo dalla nostra Via Lattea è di circa 30,8 mega parsec.

## Membri
I membri del gruppo individuati da Mahtessian nel suo articolo comparso nel 1988 sono 13. Di questi, sei galassie sono attive anche nei raggi X: NGC 489, NGC 502, NGC 516, NGC 518, NGC 524 e NGC 532.
A questi 13 membri iniziali vanno aggiunte altre quattro piccole galassie che fanno parte di una lista di undici galassie luminose nel dominio dei raggi X e descritte nell'articolo di Sengupta e Balasubramanyam del 2006.
Anche Garcia nel suo articolo sui raggruppamenti di galassie cita il gruppo di NGC 470, ma gli attribuisce solo quattro galassie. Di queste, UGC 957 non è citata né da Mahtessian, né da Sengupta, anche se si trova nella stessa regione di cielo ed è posta a una distanza paragonabile. Quest'ultima galassia è la meno luminosa di tutte.
| Nome         | Tipo         | Classificazione        | RA (J2000.0)  | DEC (J2000.0) | Velocità radiale (km/s) | Magnitudine apparente | Distanza (Mpc) | Dimensioni (kal) |
| ------------ | ------------ | ---------------------- | ------------- | ------------- | ----------------------- | --------------------- | -------------- | ---------------- |
| NGC 470      | SA0^0(s)     | Spirale                | 01h 19m 44.8s | 03° 24′ 36″   | 2374 ± 3                | 11,8                  | 30,4 ± 2,2     | 109              |
| NGC 474      | SAB(s)d      | Lenticolare            | 01h 20m 06.7s | 03° 24′ 55″   | 2315 ± 5                | 11,5                  | 29,5 ± 2,1     | 266              |
| NGC 485      | S            | Spirale                | 01h 21m 27.6s | 07° 01′ 05″   | 2247 ± 2                | 13,2                  | 28,5 ± 2,0     | 59               |
| NGC 488      | SA(r)b       | Spirale                | 01h 21m 46.8s | 05° 15′ 24″   | 2272 ± 1                | 10,3                  | 28,9 ± 2,1     | 165              |
| NGC 489      | Spirale (X)* | 01h 21m 53.9s          | 09° 12′ 24″   | 2507 ± 1      | 12,7                    | 32,3 ± 2,3            | 77             |                  |
| NGC 502      | SA0^0(r)     | Lenticolare (X)*       | 01h 22m 55.5s | 09° 02′ 57″   | 2524 ± 5                | 12,8                  | 32,6 ± 2,3     | 49               |
| NGC 516      | S0           | Lenticolare (X)*       | 01h 24m 08.1s | 09° 33′ 06″   | 2237 ± 5                | 13,1                  | 31,3 ± 2,2     | 50               |
| NGC 518      | Sa?          | Spirale (X)*           | 01h 24m 17.6s | 09° 19′ 51″   | 2725 ± 7                | 13,3                  | 35,6 ± 2,5     | 65               |
| NGC 520      | Sa/P         | Spirale particolare    | 01h 24m 35.1s | 03° 47′ 33″   | 2281 ± 3                | 11,4                  | 29,1 ± 2,1     | 104              |
| NGC 522      | Sbc?         | Spirale                | 01h 24m 45.8s | 09° 59′ 41″   | 2725 ± 3                | 12,9                  | 35,6 ± 2,5     | 102              |
| NGC 524      | SA0^+(rs)    | Lenticolare (X)*       | 01h 24m 47.7s | 09° 32′ 20″   | 2403 ± 5                | 10,2                  | 30,9 ± 2,2     | 86               |
| NGC 525      | S0           | Lenticolare            | 01h 24m 52.9s | 09° 42′ 12″   | 2139 ± 5                | 13,3                  | 30,0 ± 1,9     | 47               |
| NGC 532      | Sab?         | Spirale (X)*           | 01h 25m 17.3s | 09° 15′ 51″   | 2361 ± 1                | 12,9                  | 30,2 ± 2,1     | 85               |
| NGC 509      | S0?          | Lenticolare (X)*       | 01h 23m 24.1s | 09° 26′ 01″   | 2261 ± 5                | 13,4                  | 28,7 ± 2,0     | 50               |
| IC 101       | S?           | Spirale (X)*           | 01h 24m 08.5s | 09° 26′ 01″   | 2404 ± 1                | 14,0                  | 30,9 ± 2,2     | 58               |
| IC 114       | S0           | Lenticolare (X)*       | 01h 26m 22.6s | 09° 54′ 36″   | 2275 ± 1                | 14,2                  | 30,0 ± 2,2     | 54               |
| CGCG 411-038 | SB0          | Lenticolare (X)*       | 01h 22m 31.8s | 09° 16′ 53″   | 2636 ± 2                | 14,11                 | 34,3 ± 2,4     | 22               |
| UGC 957      | Im?          | Irregolare magellanica | 01h 24m 24.4s | 03° 52′ 56″   | 2149 ± 1                | 18                    | 27,1 ± 1,9     | 38               |

- (X) Galassia luminosa nel dominio dei raggi X.[2]

Il sito DeepskyLog permette di trovare agevolmente le costellazioni in cui si trovano le galassie; in alternativa si possono utilizzare le coordinate delle galassie per individuarle. Se non altrimenti indicato, le coordinate sono quelle fornite dal sito NASA/IPAC (National Aeronautics and Space Administration / Infrared Processing and Analysis Center).